# Бреннер, Эрнст
Эрнст Бреннер (нем. Ernst Brenner; 9 декабря 1856 года, Базель, Швейцария — 11 марта 1911 года, Ментона, Франция) — швейцарский государственный деятель, президент Швейцарии (1901 и 1908).

## Биография
Родился в семье торговца текстильной продукцией.
Изучал право в университетах Базеля, Мюнхена и Лейпцига. Был членом студенческой ассоциации Paedagogia Basiliensis и студенческого союза Gold-Helvetia. После получения диплома с 1879 по 1884 год работал в юридической фирме своего дяди. 
 В 1883 году он женился на Лине Штурценеггер, с которой у него было трое детей.
В 1881 году избран в Большой совет полукантона Базель-Штадт. В 1884 году, когда ему было 27 лет, вошёл в правительство Базель-Штадта, где возглавлял департаменты юстиции (1884—1896) и образования (1896—1897). В качестве начальника департамента юстиции, он полностью реорганизовал Базельскую судебную систему (1885). Он был также главой кантонального правительства в 1887—1888 и 1894—1895 годах. 

В 1887 году был избран в Национальный совет. В 1896 году стал председателем Радикально-демократической партии. С 1891 по 1897 год являлся резервным членом Федерального суда. В 1895 году был избран Федеральным советом в представителем государства в Совете Центральной железной дороги.
- 4 июня 1894 — 4 июня 1895 гг. — президент Национального совета парламента Швейцарии,
- 25 марта 1897 — 11 марта 1911 гг. — член Федерального совета Швейцарии,
- 1897 — 31 декабря 1900 гг. — начальник департамента (министр) юстиции и полиции,
- 1 января — 31 декабря 1900 г. — вице-президент Швейцарии,
- 1 января — 31 декабря 1901 г. — президент Швейцарии, начальник политического департамента,
- 1 января 1902 — 31 декабря 1907 гг. — начальник департамента юстиции и полиции,
- 1 января — 31 декабря 1907 г. — вице-президент Швейцарии,
- 1 января — 31 декабря 1908 г. — президент Швейцарии, начальник политического департамента,
- 1 января 1908 — 11 марта 1911 гг. — начальник департамента юстиции и полиции.

Его самым важным достижением считается введение единого Гражданского кодекса, который был принят в 1907 году и вступившего в силу в 1912 году. Под его руководством также был создан новый закон о железнодорожной ответственности; на основе проекта, который он инициировал в 1891 после масштабной железнодорожной аварии у Мюнхенштейна. Также активно участвовал в реорганизации федерального Верховного суда, создании административного суда и присоединении Швейцарии к Гаагским конвенциям.
В 1909 году стал почетным доктором Базельского университета.
Зимой 1911 года Бреннер лечился на Лазурном Берегу от сахарного диабета и болезни почек. Там же и умер 11 марта от инсульта.